# 明末四公子
明末四公子，又作明季四公子，即方以智（1611－1671），冒襄（1611－1693），陳貞慧（1604－1656），侯方域（1618－1655）四人之合稱。高陽《明末四公子》說：“從詩經出現的公子開始追溯，古今四公子，除戰國四君子外，文采風流，冠絕一時的，非明末四公子莫屬。”

## 参見
- 四公子